# Maîtrise de la cathédrale Saint-Étienne de Toulouse
 (novembre 2015).
Si vous disposez d'ouvrages ou d'articles de référence ou si vous connaissez des sites web de qualité traitant du thème abordé ici, merci de compléter l'article en donnant les références utiles à sa vérifiabilité et en les liant à la section « Notes et références ».
La Maîtrise de la cathédrale Saint-Étienne de Toulouse, connue sous le nom des Petits chanteurs à la croix potencée de Toulouse jusqu'en 2009, est un chœur d'enfants ou encore une « manécanterie ».

## Historique
Au fil des siècles, plusieurs membres de la maîtrise deviennent célèbres. Mathieu Lanes (1660-1725) remplace son père Guillaume, le 28 octobre 1682, à la tribune de Saint-Etienne. Organiste, il assurera par ailleurs, l'intérim de la maîtrise après le départ d'André Campra.  Les compositeurs  André Campra (1660-1744) et Jean Gilles (1668-1705) sont maîtres de musique à la cathédrale Saint-Étienne de Toulouse respectivement en 1683 et 1697. 

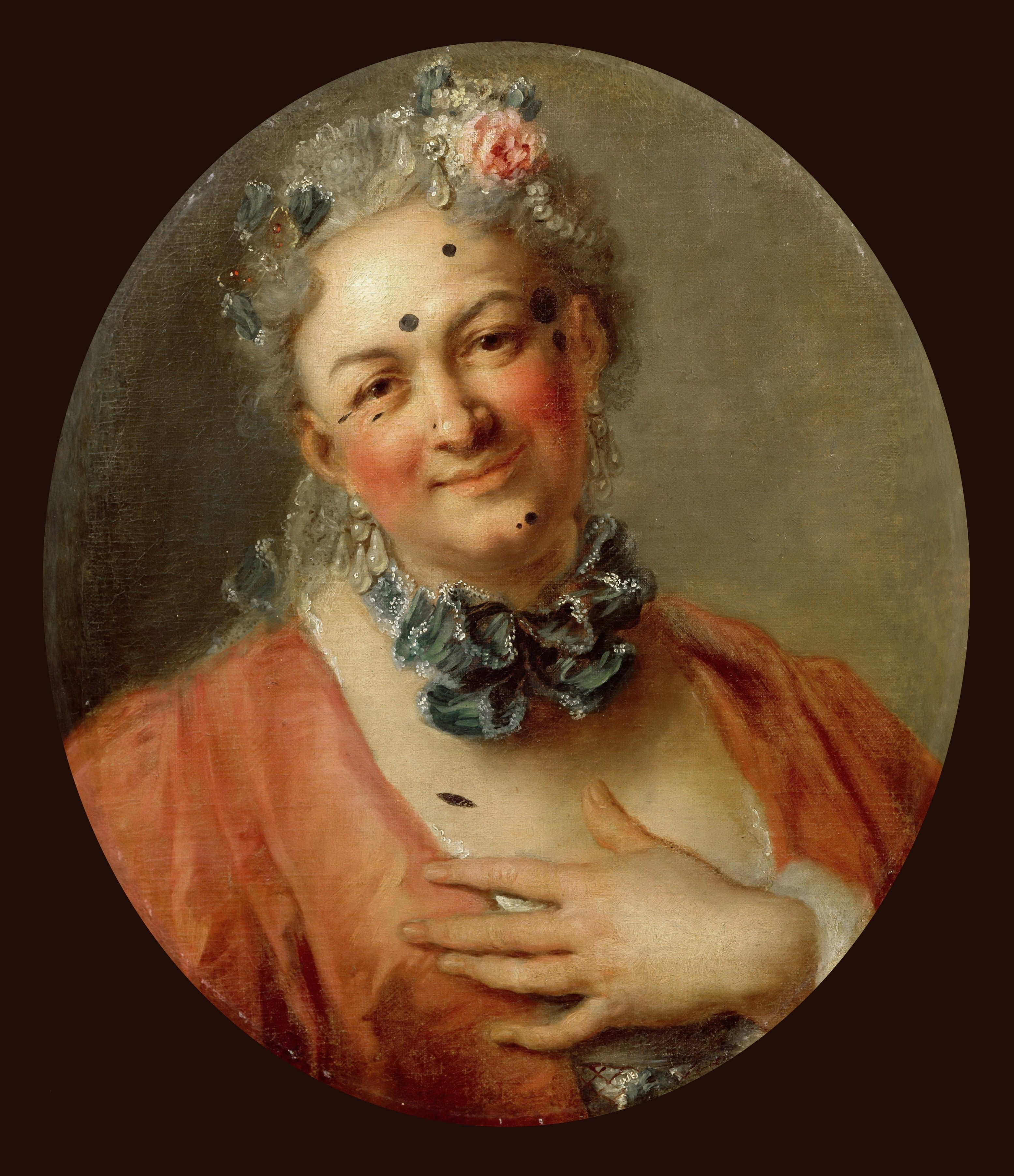
Pierre Jélyotte dans le rôle de la nymphe Platée dans Platée au Junon jalouse de Jean-Philippe Rameau (vers 1745)

Pierre de Jélyotte (1713-1797) a été formé au chant  au sein de la maîtrise de la cathédrale Saint-Étienne. Il est remarqué par le prince de Carignan, inspecteur général de l'Opéra, et débute au Concert Spirituel de Paris en 1733 dans Hippolyte et Aricie, première tragédie lyrique de Rameau,. Le compositeur Charles Levens (1689-1764) est présent à Toulouse à partir de 1724. En tant que maître de musique il perçoit une rétribution de 1 500 livres avant son départ pour Bordeaux en 1738.
En 1846, selon l'historien toulousain Alexandre Du Mège, le Chapitre métropolitain comprend une centaine d'ecclésiastiques sans compter les 26 prêtres du chœur et de la Chapelle de Musique. 
Le chœur d'enfants a été refondé en 1936 par l'abbé Georges Rey, ami de l'abbé Maillet, sur la volonté du cardinal Jules Saliège, et dont Robert Le Gall (archevêque de Toulouse, Saint Bertrand de Comminges et Rieux de 2006 à 2021) a donné plus tard dans les années 2010 pour mission de transmettre et de rapporter par le chant et la voix, la parole de Dieu. Mêlant à l'origine scoutisme et chant, leur aumônier prend modèle sur les Petits Chanteurs à la croix de bois pour créer la manécanterie (chanter le matin, en latin) des Petits Chanteurs à la croix potencée. Pendant la Seconde Guerre mondiale, ils accueillent à Blagnac leurs homologues parisiens, dans les premiers mois de leur exode. En souvenir, ils ont l'honneur de porter le drapeau français sur leur insigne et rejoignent la Fédération française des pueri cantores (enfants chanteurs, en latin).
Le chœur connaît son apogée dans les années 1970, après des tournées à l'étranger : Europe, Jordanie, Etats-Unis, Canada, Liban et Israël (messe de minuit en Terre sainte). Le chœur compte alors une centaine d'enfants.
Les petits chanteurs ont officié à la cathédrale en présence du Président de la République Jacques Chirac, lors de la cérémonie de deuil organisée en septembre 2001, après l'explosion de l'usine AZF de Toulouse ; ils ont chanté Toulouse pour les obsèques du chanteur de variétés Claude Nougaro à la basilique Saint-Sernin de Toulouse en mars 2004 ; pour l'accueil de la reine Élisabeth II, en avril 2004, dans la cour Henri IV de l'Hôtel de Ville, pendant que le carillon de l'église Notre-Dame du Taur sonnait le God Save the Queen, selon la tradition ; et pour l'avant-match d'une rencontre de Top 14 en 2013 au stade Ernest Wallon au milieu de la pelouse du stade toulousain où les chanteurs ont entonné Toulouse de Claude Nougaro et Vive le vent.
En novembre 2006, le chœur a fêté son 70e anniversaire par un concert à l'église Saint-Pierre des Cuisines.
Après l'affaire Ollé, en perte de vitesse et avec un effectif très réduit (une dizaine de garçons), l'archevêque de Toulouse Le Gall favorise en 2009 la création d'un chœur de filles et devient alors "Maîtrise de la cathédrale Saint-Étienne de Toulouse". Celle-ci en deux entités : une maîtrise filles et une maîtrise garçons qui se réunissent et se produisent fréquemment ensemble, puis une pré-maîtrise en 2010 et un partenariat avec l'école du Caousou. Le Gall donne alors pour "mission" à l'ensemble de transmettre et de rapporter par le chant et la voix la parole de Dieu. L'arrivée de Luciano Bibiloni à la direction en relève le niveau, notamment avec l'exécution à la cathédrale Saint-Étienne en novembre 2012 du Messie de Haendel avec orchestre et plusieurs chœurs invités.
En novembre 2011, avec la participation de chanteurs d'Andorre, de Béziers, de Perpignan et du Puy-en-Velay, la maîtrise donne un concert à l'occasion de son 75e anniversaire devant près de 1 000 personnes dans la cathédrale Saint-Étienne.
En mai 2017, avec l'intervention d'autres maîtrises comme celle d'Andorre et de Bézier, et la participation d'anciens petits chanteurs, la maîtrise donne un concert à l'occasion de son 80ème anniversaire, le Gloria de Vivaldi.
Le 29 mars 2018, ils chantent la messe d'enterrement du colonel Arnaud Beltrame.

## Liste des chefs de chœur
- Abbé Georges Rey (1936-1976)
- Yves Agaisse (1976-1977, intérim)
- Denis Dupays (1977-1979)
- Michel Rivière des Borderies (1980-1987)
- Yves Lequin (1987-1989)
- François Terrieux (1989-1990)
- David Godfroid (1990-1998)
- Wilfried Busaall (1999-2003)
- Bertrand Ollé (2003-2004)
- Victoria Digon (2004-2007)
- Peggy Pehau (2007-2009) est choriste, soliste soprano et diplômée du Conservatoire National de Région et de l'université du Mirail[5].
- Luciano Bibiloni (2009-2013)
- Tobias Sebastian Dreher (2013-2014)
- Laetitia Toulouse (2014-2017)
- Marie-Anne Simorre (2017-2023)
- Dimitri Ayache (depuis 2023)

## Agressions sexuelles et autres affaires judiciaires
En 2004, Bertrand Ollé, chef de chœur de la Maîtrise de la cathédrale Saint-Étienne de Toulouse est dénoncé par des enfants auprès de 2 prêtres et du chef de la chorale qui n'interviennent pas. Lors d'une nouvelle tournée un autre enfant est victime d'agression. Une famille informe alors directement l'évêque Émile Marcus qui signale les faits à la justice. Bertrand Ollé est condamné en 2008 à cinq ans de prison, dont trois ferme pour des attouchements sexuels sur huit enfants de 9 à 11 ans entre 1997 et 2004,.
Début juillet 2024, Denis Dupays, chef de chœur de cette même maîtrise de 1977 à 1979 est mis en accusation pour viol par le Tribunal judiciaire de Nancy, devant la Cour criminelle départementale de Meurthe et Moselle. Cette audience devrait se tenir au second semestre 2025 ou début 2026. Denis Dupays ayant reconnu la matérialité des faits, il sera jugé pour viol.